# Суйчан
Суйча́н (кит. упр. 遂昌, пиньинь Suìchāng) — уезд городского округа Лишуй провинции Чжэцзян (КНР).

## История
Во времена первых централизованных империй эти места входили в состав округа Куайцзи (会稽郡), власти округа размещались на месте современного Сучжоу. Изначально здесь был уезд Таймо (太末县). В 218 году южная часть уезда Таймо была выделена в отдельный уезд Суйчан. В эпоху Троецарствия он был в 239 году переименован в Пинчан (平昌县), но после объединения китайских земель в составе империи Цзинь уезду было в 280 году возвращено прежнее название.
Во времена империи Тан уезд Суйчан был в 625 году присоединён к уезду Сунъян, но в 711 году был воссоздан. В 759 году на смежных землях уездов Сунъян и Суйчан был создан уезд Лунцюань.
После образования КНР в 1949 году был создан Специальный район Цюйчжоу (衢州专区), и уезд вошёл в его состав. В 1954 году Специальный район Цюйчжоу был расформирован, и уезд перешёл в состав Специального района Цзиньхуа (金华专区). В 1958 году к уезду Суйчан был присоединён уезд Сунъян.
В 1963 году Специальный район Лишуй был воссоздан, и уезд вернулся в его состав. В 1973 году Специальный район Лишуй был переименован в Округ Лишуй (丽水地区).
В 1982 году был воссоздан уезд Сунъян.
В 2000 году округ Лишуй был преобразован в городской округ.

## Административное деление
Уезд делится на 2 уличных комитета, 7 посёлков, 10 волостей и 1 национальную волость.